# Tío Jorge Park
Tío Jorge Park är en park i Spanien.   Den ligger i provinsen Provincia de Zaragoza och regionen Aragonien, i den nordöstra delen av landet, 270 km nordost om huvudstaden Madrid. Tío Jorge Park ligger 201 meter över havet.
Terrängen runt Tío Jorge Park är platt. Runt Tío Jorge Park är det tätbefolkat, med 550 invånare per kvadratkilometer. Närmaste större samhälle är Zaragoza, 0,91 km söder om Tío Jorge Park. Runt Tío Jorge Park är det i huvudsak tätbebyggt.